# Kwenge (Fluss)
Der Kwenge (portugiesisch Cuengo) ist ein Fluss in der Provinz Bandundu in der Demokratischen Republik Kongo, der zum Kongobecken, dem Einzugsgebiet des Kongo, gehört.

## Geografie
Der Kwenge entspringt in Angola, fließt dann in nördlicher Richtung durch die Provinzen Kwango und Kwilu. Nördlich der Stadt Lusanga, früher Leverville, fließt er in den Kwilufluss, der seinerseits weiter unmittelbar nördlich der Stadt Bandundu in den Kasai fließt. Im Unterlauf des Flusses sind große Teile des Flusstales periodisch oder auch permanent überflutet.

## Bevölkerung
Das Land zwischen Kwilu und Kwenge war ursprünglich von den Pende besiedelt. Sie sind für ihre wie Helme zu tragenden Gesichtsmasken bekannt, die zur Erheiterung der Betrachter bei bestimmten Festen beitragen sollen.
Am Oberlauf des Kwenge und des Bakali haben sich im frühen 19. Jahrhundert in der Savanne Angehörige der Suku angesiedelt.